# Bitwa pod Lauffen
Bitwa pod Lauffen miała miejsce 13 maja 1534 r. w trakcie walk austriacko-heskich. Zwycięstwo heskie zakończyło dominację austriacką w Wirtembergii i pomogło księciu Ulrykowi Wirtemberskiemu w odzyskaniu utraconej władzy. 
W roku 1519 książę Ulryk Wirtemberski dokonał najazdu na wolne miasto Rzeszy Reutlingen, wkrótce jednak został wyparty z Wirtembergii przez wojska Związku Szwabskiego. Władzę na zajętych terenach w imieniu Karola V przejęli katoliccy Habsburgowie. W roku 1534 protestancki landgraf heski Filip I podjął kampanię przeciwko namiestnikowi austriackiemu palatynowi Filipowi Wittelsbachowi a następnie wtargnął z kierunku północnego na ziemie Wirtembergii. Dnia 10 maja 1534 r. Wittelsbach wyruszył na czele swoich oddziałów ku miejscowości Lauffen, w pobliżu której założył obóz. Palatyn miał nadzieję, że przebywające w Neckarsulm oddziały heskie obiorą kierunek marszu niedaleko pozycji austriackich, wobec czego nakazał im wymarsz w kierunku Heilbronn. Przeciwnik wybrał jednak inną drogę, kierując się na południe w kierunku Neckar. Tam też pociągnął z wojskiem Filip, który 12 maja 1534 r. napotkał przeciwnika w rejonie Nordheim, gdzie doszło do potyczki w wyniku której Filip otrzymał postrzał w prawą nogę. Ogólnie pod Nordheim 20 000 heskich żołnierzy wspartych 5000 jazdy próbowało bezskutecznie pokonać 10 000 austriackiej piechoty i 500 jazdy. Potyczka pod Nordheim nie przyniosła sukcesu żadnej ze stron. 
Dowództwo nad wojskami austriackimi po rannym Filipe przejął Dietrich Spät, zwolennik księcia Ulryka. Nakazał on swoim oddziałom utrzymanie pozycji pomiędzy Nordheim a Lauffen, nie był jednak w stanie zapobiec taktycznemu odwrotowi Austriaków, zarządzonego przez poszczególnych dowódców oddziałów, nieuznających Dietricha jako głównodowodzącego. Po wycofaniu się z pola bitwy Austriacy rozłożyli obóz lesie położonym w rejonie Lauufen - Neckartal. Hesowie podjęli pościg zajmując stanowiska na wzgórzu nieopodal obozu austriackiego. 
Dnia 13 maja 1534 r. Hesowie ostrzelali obóz przeciwnika z dział, powodując odwrót Austriaków na wzniesienie w rejonie Kirchheim am Neckar. Po zajęciu stanowisk na wzgórzu Austriacy otworzyli ogień do żołnierzy heskich wkraczających na otwarty teren. W tej sytuacji Hesowie zmuszeni zostali do obejścia wzgórza, odcinając tym samym drogę odwrotu wojskom austriackim. Manewr Hesów spotkał się z reakcją Austriaków, którzy w pośpiechu podjęli próbę przebicia się przez linie przeciwnika. Dwóm przednim zgrupowaniom udało się wycofać, straż tylna składająca się z oddziałów landsknechtów oraz piechoty została rozbita przez Hesów. Austriacy stracili też cały tabor. Straty austriackie wyniosły 2000 zabitych. 
Bitwa pod Lauffen miała decydujące znaczenie dla historii Wirtembergii, oznaczając kres rządów namiestnika austriackiego. Dnia 29 czerwca w Kaaden podpisano układ zatwierdzający prawa Ulryka do odzyskanych ziem. 